# Nåtö, Houtskär
Nåtö är en ö i Finland. Den ligger i Skärgårdshavet och i kommunen Pargas i den ekonomiska regionen  Åboland i landskapet Egentliga Finland, i den sydvästra delen av landet. Ön ligger omkring 63 kilometer väster om Åbo och omkring 210 kilometer väster om Helsingfors.
Öns area är 1,33 kvadratkilometer och dess största längd är 1,7 kilometer i nord-sydlig riktning. Ön höjer sig omkring 35 meter över havsytan.